# Gerry-Weber-Stadion
 (octobre 2024).
La Gerry-Weber-Stadion est un hall omnisports situé à Halle (Westf.), en Rhénanie-du-Nord-Westphalie, où évolue le club de handball du TBV Lemgo lors de rencontres importantes,,.